# Lorius hypoinochrous
Lorius hypoinochrous е вид птица от семейство Папагалови (Psittaculidae).

## Разпространение
Видът е разпространен в Папуа Нова Гвинея.